# Vườn quốc gia Mikumi

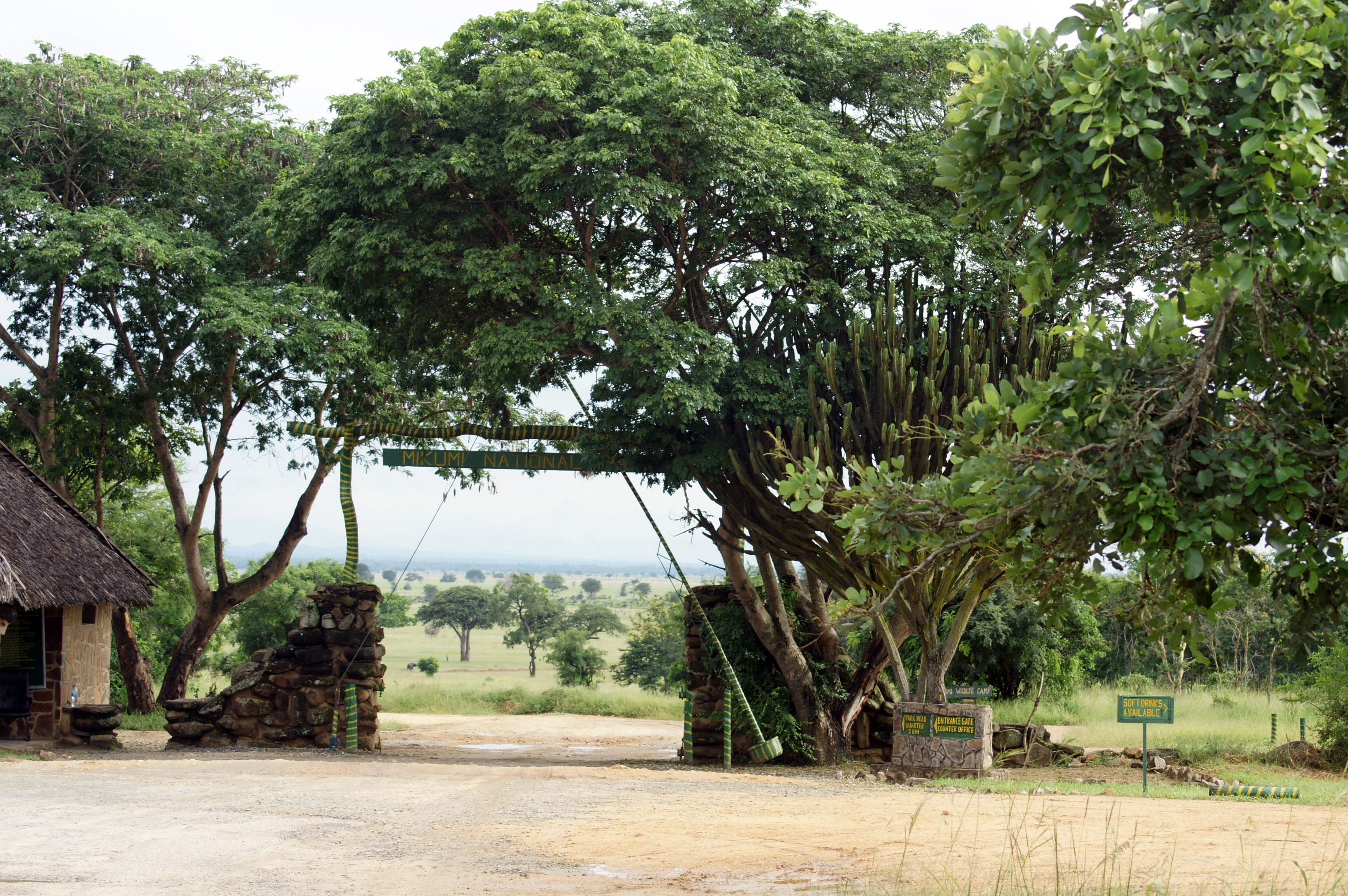
Cổng vào vườn quốc gia Mikumi

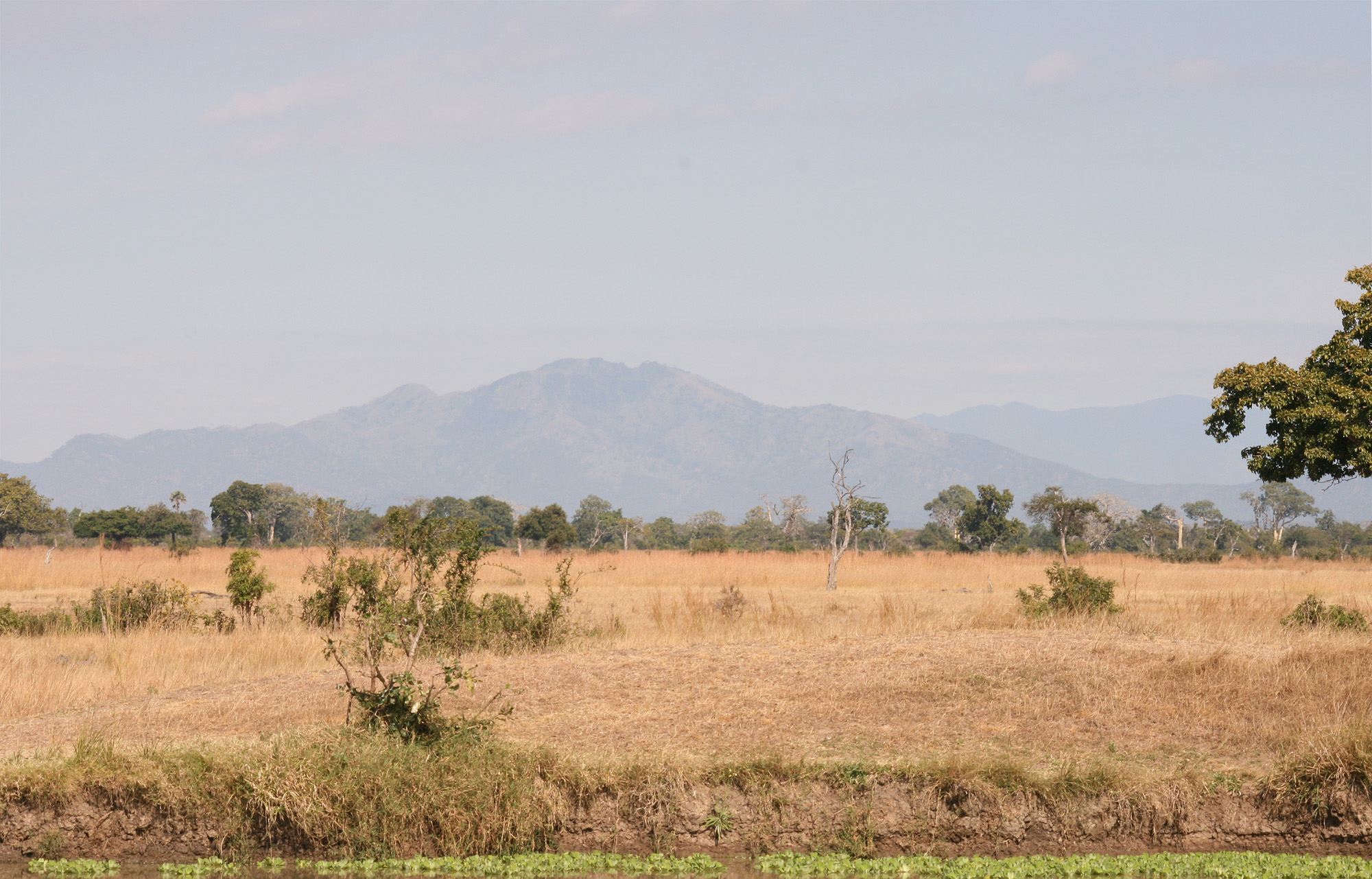
Cảnh quan Mikumi

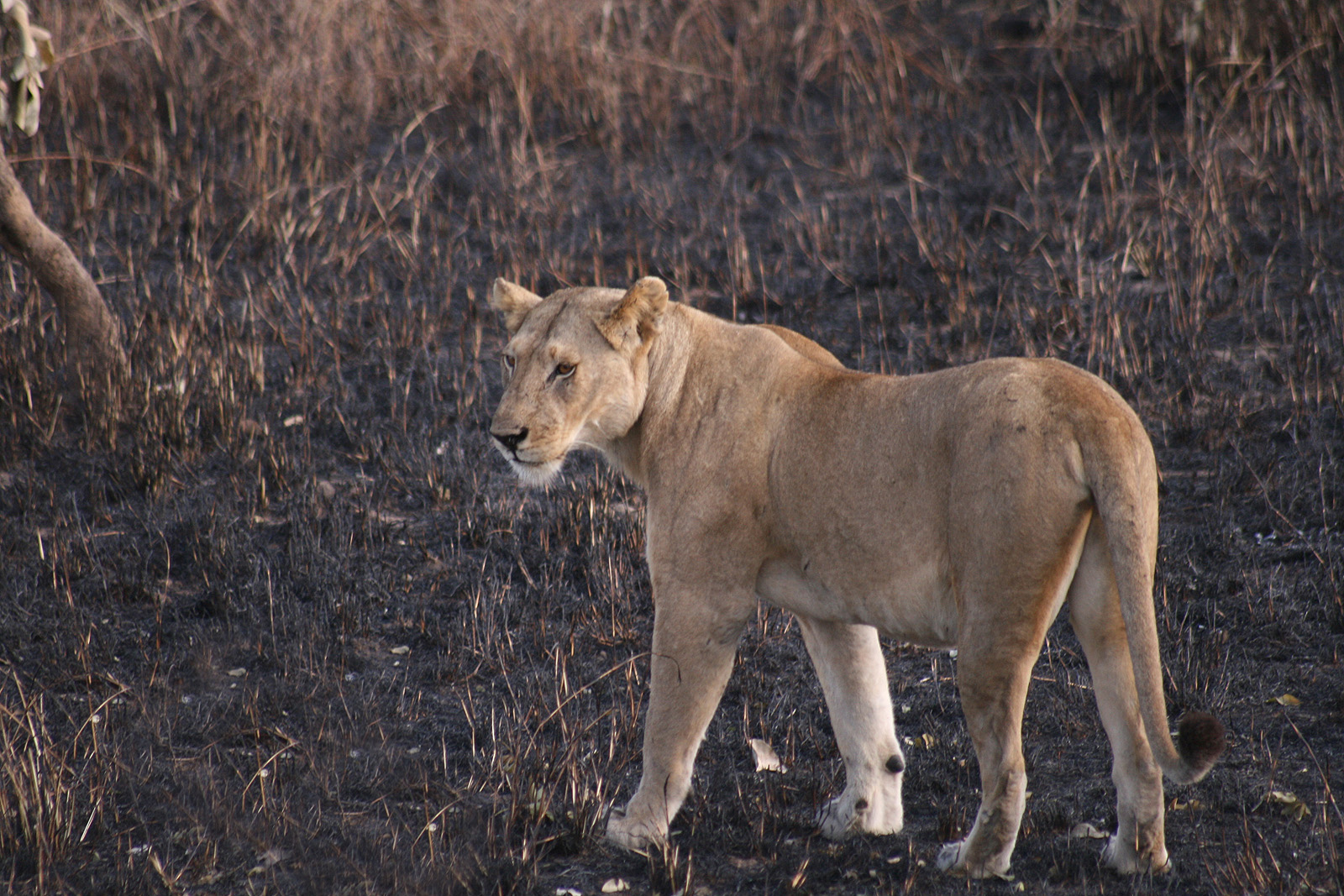
Sư tử trong vườn quốc gia Mikumi

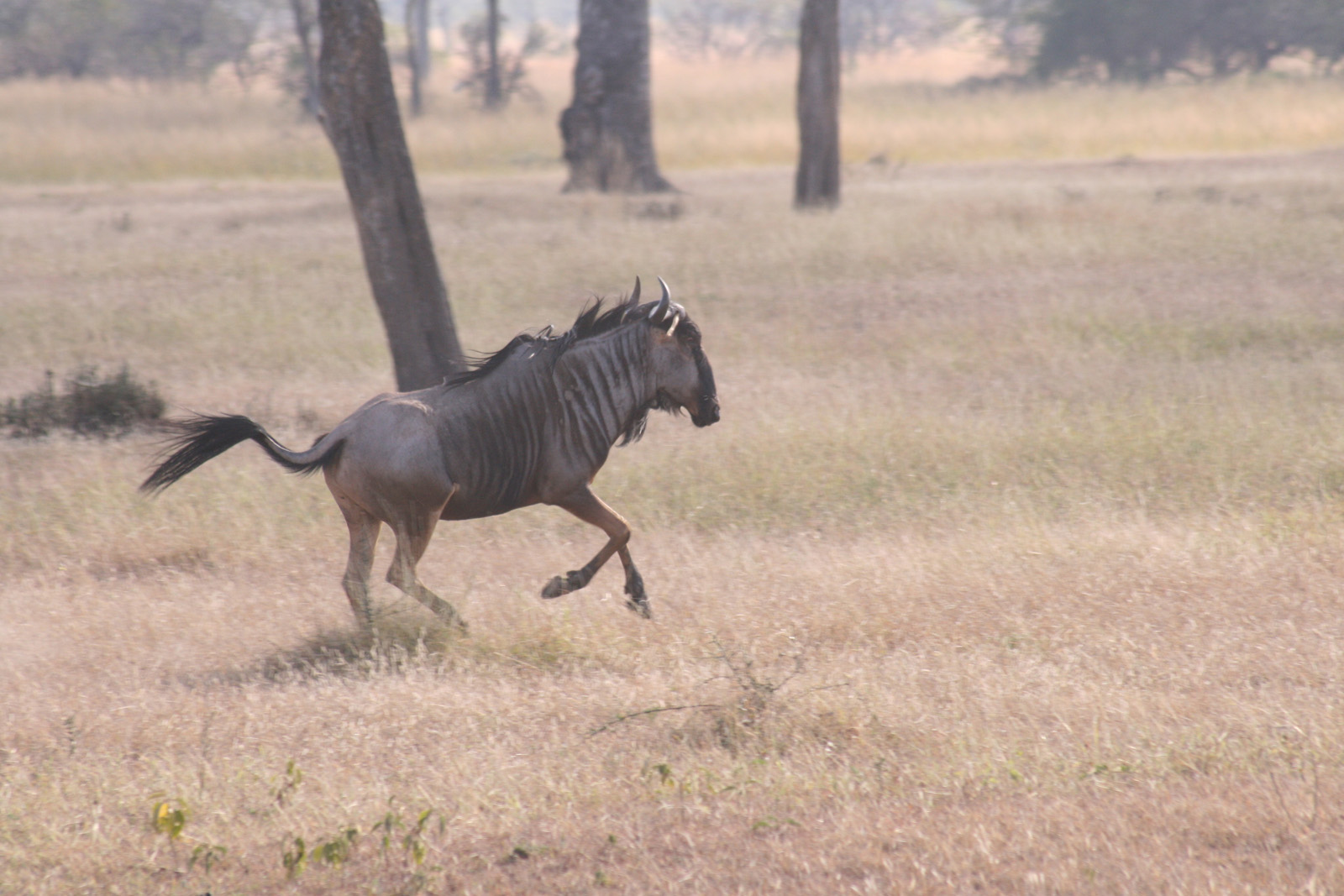
Linh dương đầu bò.

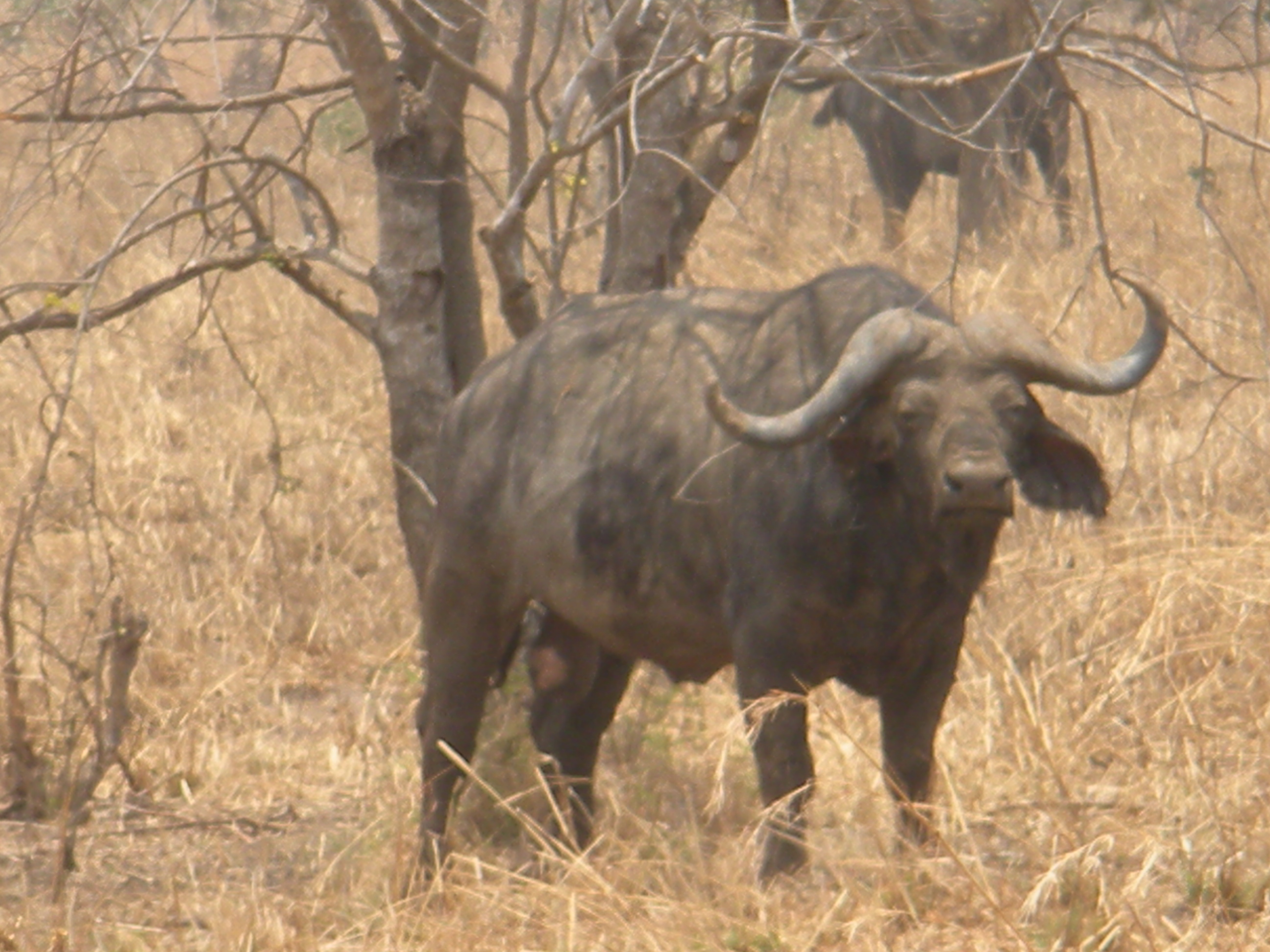
Trâu sừng châu Phi trong vườn quốc gia Mikumi

Vườn quốc gia Mikumi là một vườn quốc gia ở Mikumi, gần Morogoro, Tanzania. Vườn quốc gia Mikumi giáp phía Nam với khu bảo tồn thú săn Selous, hai khu tạo thành một hệ sinh thái độc đáo. Hai khu vực bảo tồn tự nhiên khác giáp với vườn quốc gia này là núi Udzungwa và núi Uluguru. Vườn quốc gia này được thành lập vào năm 1964, hiện có diện tích 3230 km ² và là lớn thứ tư ở trong quốc gia này. Quốc lộ A-7 Tanzania chạy qua vườn quốc gia Mikumi. Cảnh quan của Mikumi thường được so sánh với vườn quốc gia Serengeti. Con đường đi qua công viên chia thành hai khu vực với môi trường một phần riêng biệt. Khu vực phía tây bắc là đặc trưng của vùng đồng bằng phù sa của các lưu vực sông Mkata. Thảm thực vật của khu vực này bao gồm thảo nguyên rải rác với keo, bao báp, me, và ít cây cọ. Trong khu vực này, xa từ đường, có thành đá ngoạn mục của các núi Rubeho và Uluguru. Phần phía đông nam của công viên là phong phú về động vật hoang dã, và rất dễ tiếp cận.
Động vật bao gồm nhiều loài đặc trưng của thảo nguyên châu Phi. Theo hướng dẫn địa phương Mikumi, cơ hội nhìn thấy một con sư tử trèo lên một thân cây lớn hơn so với Manyara (nổi tiếng là một trong những nơi mà những con sư tử thực hiện hành vi này). Vườn quốc gia này có một phân loài hươu cao cổ, các nhà sinh vật học xem xét mối liên hệ giữa con hươu cao cổ Masai và con hươu cao cổ Somali. Các động vật khác trong công viên là voi, ngựa vằn, gnu, xiên, linh dương châu Phi, kudu, linh dương đen, khỉ đầu chó, linh dương đầu bò và trâu hoang. Vào khoảng 5 km từ phía bắc của vườn quốc gia, có hai hồ nhân tạo nơi sinh sống của hà mã. Hơn 400 loài chim khác nhau cũng sống trong công viên.